# Thaua
Thaua ist eine Ortschaft und eine Katastralgemeinde der Stadtgemeinde Allentsteig im Bezirk Zwettl in Niederösterreich. Die Ortschaft hat 182 Einwohner (Stand 1. Jänner 2024). Bis Ende 1966 war Thaua eine eigenständige Gemeinde.

## Geografie
Das nördlich von Allentsteig gelegene Dorf wird von der Landesstraße L65 erschlossen. Durch den Ort fließt der Thauabach, der etwas oberhalb durch den Zufluss des Kleinen Thauabaches gestärkt wurde.

## Geschichte
Laut Adressbuch von Österreich waren im Jahr 1938 in der Ortsgemeinde Thaua ein Eier- und Butterhändler, ein Fleischer, zwei Gastwirte, ein Gemischtwarenhändler, eine Mühle mit Sägewerk, ein Schmied, ein Tischler, zwei Viktualienhändler und zahlreiche Landwirte ansässig.
Mit 1. Jänner 1967 wurden im Zuge der Niederösterreichischen Kommunalstrukturverbesserung die bis dahin selbständigen Gemeinden Bernschlag und Thaua nach Allentsteig eingemeindet.

## Persönlichkeiten
- Josef Schwarz (1873–1927), Landwirt, Politiker und Abgeordneter zum Landtag von Niederösterreich